# Karel Hník
Karel Hník (Jilemnice, 9 de agosto de 1991) es un ciclista checo.

## Palmarés
2014
- 1 etapa de la Vuelta al Alentejo
- 1 etapa del Gran Premio Torres Vedras-Trofeo Joaquim Agostinho
- Tour de Alsacia, más 1 etapa